# Rhaphium qinghaiense
Rhaphium qinghaiense är en tvåvingeart som beskrevs av Yang 1998. Rhaphium qinghaiense ingår i släktet Rhaphium och familjen styltflugor. Inga underarter finns listade i Catalogue of Life.